# Maresearsia praeclara
Maresearsia praeclara är en nässeldjursart som beskrevs av Totton 1954. Maresearsia praeclara ingår i släktet Maresearsia och familjen Prayidae. Inga underarter finns listade i Catalogue of Life.